# Crematogaster delitescens
Crematogaster delitescens är en myrart som beskrevs av Wheeler 1921. Crematogaster delitescens ingår i släktet Crematogaster och familjen myror. Inga underarter finns listade i Catalogue of Life.